# Zweden op de Olympische Winterspelen 2018
Zweden was een van de deelnemende landen aan de Olympische Winterspelen 2018 in Pyeongchang, Zuid-Korea.

## Medailleoverzicht
| Sport       | Olympiër                                                          | Onderdeel             | Medaille |
| ----------- | ----------------------------------------------------------------- | --------------------- | -------- |
| Alpineskiën | André Myhrer                                                      | slalom (m)            | Goud     |
| Alpineskiën | Frida Hansdotter                                                  | slalom (v)            | Goud     |
| Biatlon     | Peppe Femling Jesper Nelin Sebastian Samuelsson Fredrik Lindström | estafette (m)         | Goud     |
| Biatlon     | Hanna Öberg                                                       | 15 km individueel (v) | Goud     |
| Curling     | Landenteam                                                        | vrouwen               | Goud     |
| Langlaufen  | Stina Nilsson                                                     | sprint (v)            | Goud     |
| Langlaufen  | Charlotte Kalla                                                   | 15 km skiatlon (v)    | Goud     |
| Biatlon     | Sebastian Samuelsson                                              | achtervolging (m)     | Zilver   |
| Biatlon     | Linn Persson Mona Brorsson Anna Magnusson Hanna Öberg             | estafette (v)         | Zilver   |
| Curling     | Landenteam                                                        | mannen                | Zilver   |
| Langlaufen  | Charlotte Kalla                                                   | 10 km vrije stijl (v) | Zilver   |
| Langlaufen  | Charlotte Kalla Stina Nilsson                                     | teamsprint (v)        | Zilver   |
| Langlaufen  | Anna Haag Charlotte Kalla Ebba Andersson Stina Nilsson            | estafette (v)         | Zilver   |
| Langlaufen  | Stina Nilsson                                                     | 30 km klassiek (v)    | Brons    |

## Deelnemers en resultaten
(m) = mannen, (v) = vrouwen 

### Alpineskiën
| Olympiër                                                                                            | Onderdeel        | Resultaat | Prestatie                                                           |
| --------------------------------------------------------------------------------------------------- | ---------------- | --------- | ------------------------------------------------------------------- |
| Mattias Hargin                                                                                      | slalom (m)       | 19e       | 1.41,22 (+2,23) (49,71; 20e - 51,51; 18e)                           |
| Kristoffer Jakobsen                                                                                 | reuzenslalom (m) | DNF       | 1e run: 1.12,02 (32e) 2e run: niet gestart                          |
| Kristoffer Jakobsen                                                                                 | slalom (m)       | 7e        | 1.39,94 (+0,95) (48,74; 10e - 51,20; 12e)                           |
| André Myhrer                                                                                        | reuzenslalom (m) | 23e       | 1e run: 1.09,60 (11e) 2e run: 1.12,09 (28e) totaal: 2.21,69 (+3,65) |
| André Myhrer                                                                                        | slalom (m)       | Goud      | 1.38,99 (47,93; 2e - 51,06; 8e)                                     |
| Matts Olsson                                                                                        | reuzenslalom (m) | 10e       | 1e run: 1.09,31 (7e) 2e run: 1.11,39 (27e) totaal: 2.20,70 (+2,66)  |
| |                  |           |                                                                     |
| Estelle Alphand                                                                                     | reuzenslalom (v) | 16e       | 1e run: 1.14,23 (26e) 2e run: 1.08,99 (1e) totaal: 2.23,22 (+3,20)  |
| Estelle Alphand                                                                                     | slalom (v)       | DNF       | 1e run: 51,34 (16e) 2e run: niet gefinisht                          |
| Frida Hansdotter                                                                                    | reuzenslalom (v) | 6e        | 1e run: 1.11,32 (7e) 2e run: 1.09,73 (11e) totaal: 2.21,05 (+1,03)  |
| Frida Hansdotter                                                                                    | slalom (v)       | Goud      | 1e run: 49,09 (2e) 2e run: 49,54 (2e) totaal: 1.38,63               |
| Sara Hector                                                                                         | reuzenslalom (v) | 10e       | 1e run: 1.11,22 (6e) 2e run: 1.10,31 (19e) totaal: 2.21,53 (+1,51)  |
| Lisa Hörnblad                                                                                       | afdaling (v)     | 17e       | 1.41,63 (+2,41)                                                     |
| Lisa Hörnblad                                                                                       | super g (v)      | 24e       | 1.22,79 (+1,68)                                                     |
| Anna Swenn-Larsson                                                                                  | slalom (v)       | 5e        | 1e run: 49,29 (3e) 2e run: 50,32 (10e) totaal: 1.39,61 (+0,98)      |
| Emelie Wikström                                                                                     | slalom (v)       | 12e       | 1e run: 49,76 (6e) 2e run: 51,81 (28e) totaal: 1.41,57 (+2,94)      |
| |                  |           |                                                                     |
| Frida Hansdotter Anna Swenn-Larsson Emelie Wikström Mattias Hargin Kristoffer Jakobsen André Myhrer | landenwedstrijd  | KF        | 1/8F: 3-1 Slovenië KF: 0-4 Oostenrijk                               |

### Biatlon
| Olympiër                                                          | Onderdeel          | Resultaat | Prestatie                                                                                           |
| ----------------------------------------------------------------- | ------------------ | --------- | --------------------------------------------------------------------------------------------------- |
| Peppe Femling                                                     | sprint (m)         | 32e       | 24.52,2 (+1.13,4) pen.: 2 (1 + 1)                                                                   |
| Peppe Femling                                                     | achtervolging (m)  | 42e       | 37.45,8 (+4.54,1) pen.: 5 (1 + 1 + 1 + 2)                                                           |
| Fredrik Lindström                                                 | individueel (m)    | 8e        | 49.25,9 (+1.22,1) pen.: 1 (0 + 0 + 0 + 1)                                                           |
| Fredrik Lindström                                                 | sprint (m)         | 39e       | 25.14,1 (+1.35,3) pen.: 3 (2 + 1)                                                                   |
| Fredrik Lindström                                                 | achtervolging (m)  | 29e       | 36.41,5 (+3.49,8) pen.: 5 (0 + 2 + 2 + 1)                                                           |
| Fredrik Lindström                                                 | massastart (m)     | 15e       | 37.02,6 (+1.15,3) pen.: 3 (0 + 0 + 2 + 1)                                                           |
| Jesper Nelin                                                      | individueel (m)    | 24e       | 50.37,1 (+2.33,3) pen.: 3 (0 + 0 + 0 + 3)                                                           |
| Jesper Nelin                                                      | sprint (m)         | 30e       | 24.46,8 (+1.08,0) pen.: 3 (1 + 2)                                                                   |
| Jesper Nelin                                                      | achtervolging (m)  | 18e       | 35.15,5 (+2.23,8) pen.: 4 (0 + 1 + 1 + 2)                                                           |
| Jesper Nelin                                                      | massastart (m)     | 9e        | 36.21,9 (+34,6) pen.: 2 (0 + 2 + 0 + 0)                                                             |
| Martin Ponsiluoma                                                 | individueel (m)    | 38e       | 51.56,6 (+3.52,8) pen.: 2 (2 + 0 + 0 + 0)                                                           |
| Sebastian Samuelsson                                              | individueel (m)    | 4e        | 48.32,9 (+29,1) pen.: 1 (0 + 0 + 1 + 0)                                                             |
| Sebastian Samuelsson                                              | sprint (m)         | 14e       | 24.12,6 (+33,8) pen.: 2 (2 + 0)                                                                     |
| Sebastian Samuelsson                                              | achtervolging (m)  | Zilver    | 33.03,7 (+12,0) pen.: 1 (0 + 0 + 1 + 0)                                                             |
| Sebastian Samuelsson                                              | massastart (m)     | 23e       | 37.58,8 (+2.11,5) pen.: 4 (0 + 1 + 2 + 1)                                                           |
| Peppe Femling Jesper Nelin Sebastian Samuelsson Fredrik Lindström | estafette          | Goud      | 18.50,9 / 0+0 0+1 18.59,9 / 0+1 0+3 18.31,5 / 0+1 0+0 18.54,2 / 0+0 0+1 totaal: 1:15.16,5 / 0+2 0+5 |
|                                                                   |                    |           | |
| Mona Brorsson                                                     | individueel (v)    | 14e       | 44.13,8 (+3.06,6) pen.: 2 (1 + 0 + 0 + 1)                                                           |
| Mona Brorsson                                                     | sprint (v)         | 27e       | 22.42,2 (+1.36,0) pen.: 2 (1 + 1)                                                                   |
| Mona Brorsson                                                     | achtervolging (v)  | 10e       | 32.29,8 (+1.54,5) pen.: 1 (0 + 0 + 1 + 0)                                                           |
| Mona Brorsson                                                     | massastart (v)     | 13e       | 36.55,3 (0+0 1+0) (+1.32,3)                                                                         |
| Elisabeth Högberg                                                 | sprint (v)         | 35e       | 23.05,9 (+1.59,7) pen.: 1 (0 + 1)                                                                   |
| Elisabeth Högberg                                                 | achtervolging (v)  | 29e       | 33.45,1 (+3.09,8) pen.: 2 (1 + 0 + 1 + 0)                                                           |
| Anna Magnusson                                                    | individueel (v)    | 37e       | 45.27,2 (+4.20,0) pen.: 2 (2 + 0 + 0 + 0)                                                           |
| Linn Persson                                                      | individueel (v)    | 11e       | 43.41,5 (+2.34,3) pen.: 1 (1 + 0 + 0 + 0)                                                           |
| Linn Persson                                                      | sprint (v)         | 37e       | 23.11,5 (+2.05,3) pen.: 3 (1 + 2)                                                                   |
| Linn Persson                                                      | achtervolging (v)  | 21e       | 33.21,7 (+2.46,4) pen.: 3 (1 + 0 + 1 + 1)                                                           |
| Linn Persson                                                      | massastart (v)     | 22e       | 37.54,5 (1+0 0+1) (+2.31,5)                                                                         |
| Hanna Öberg                                                       | individueel (v)    | Goud      | 41.07,2 pen.: 0 (0 + 0 + 0 + 0)                                                                     |
| Hanna Öberg                                                       | sprint (v)         | 7e        | 21.47,0 (+40,8) pen.: 1 (0 + 1)                                                                     |
| Hanna Öberg                                                       | achtervolging (v)  | 5e        | 31.44,2 (+1.08,9) pen.: 3 (1 + 2 + 0 + 0)                                                           |
| Hanna Öberg                                                       | massastart (v)     | 5e        | 36.09,5 (0+0 1+0) (+46,5)                                                                           |
| Linn Persson Mona Brorsson Anna Magnusson Hanna Öberg             | estafette (v)      | Zilver    | 17.35,1 / 0+2 0+2 19.16,8 / 0+3 0+3 18.25,9 / 0+2 0+0 16.56,3 / 0+0 0+0 totaal: 1:12.14,1 / 0+7 0+5 |
|                                                                   |                    |           | |
| Mona Brorsson Hanna Öberg Jesper Nelin Fredrik Lindström          | gemengde estafette | 11e       | 17.37,5 / 0+0 2+3 16.23,7 / 0+0 0+1 18.29,5 / 0+2 0+1 18.36,8 / 0+0 0+1 totaal: 1:11.07,5 / 0+2 2+6 |

### Curling
| Olympiër                                                                    | Onderdeel | Resultaat | Prestatie |
| --------------------------------------------------------------------------- | --------- | --------- | --- |
| Niklas Edin Oskar Eriksson Henrik Leek Christoffer Sundgren Rasmus Wranå    | mannen    | Zilver    | groepsfase 9 - 5 Denemarken 7 - 2 Zuid-Korea 10 - 4 Verenigde Staten 8 - 6 Groot-Brittannië 5 - 2 Canada 11 - 4 Japan 3 - 10 Zwitserland 7 - 3 Italië 2 - 7 Noorwegen halve finale: 9 - 3 Zwitserland finale: 7 - 10 Verenigde Staten                 |
|                                                                             |           |           | |
| Anna Hasselborg Agnes Knochenhauer Sofia Mabergs Sara McManus Jennie Wåhlin | vrouwen   | Goud      | groepsfase 9 - 3 Denemarken 7 - 6 Canada 5 - 4 Olympische atleten uit Rusland 8 - 7 Zwitserland 8 - 6 Groot-Brittannië 6 - 7 Zuid-Korea 4 - 5 Japan 8 - 4 China 9 - 6 Verenigde Staten halve finale: 10 - 5 Groot-Brittannië finale: 8 - 3 Zuid-Korea |

### Freestyleskiën
| Olympiër              | Onderdeel      | Resultaat    | Prestatie                                                                                                 |
| --------------------- | -------------- | ------------ | --- |
| Felix Elofsson        | moguls (m)     | kwalificatie | kwalificatie 1: 73.85 pnt (18e) kwalificatie 2: 73.85 - 73.28 pnt (14e)                                   |
| Ludvig Fjällström     | moguls (m)     | kwalificatie | kwalificatie 1: 68.57 pnt (25e) kwalificatie 2: 68.57 - 70.36 pnt (16e)                                   |
| Walter Wallberg       | moguls (m)     | kwalificatie | kwalificatie 1: 73.61 pnt (19e) kwalificatie 2: 73.61 - 74.47 pnt (11e)                                   |
| Viktor Andersson      | skicross (m)   | 1/8F         | plaatsingsronde: 1.11,20 (+2,46); 29e 1/8F, serie 4: 4e                                                   |
| Erik Mobärg           | skicross (m)   | 1/8F         | plaatsingsronde: 1.10,36 (+1,62); 22e 1/8F, serie 6: niet gefinisht                                       |
| Victor Öhling Norberg | skicross (m)   | 1/8F         | plaatsingsronde: 1.10,26 (+1,52); 19e 1/8F, serie 5: 3e                                                   |
| Henrik Harlaut        | slopestyle (m) | kwalificatie | kwalificatie: 18.00 - 75.80 pnt (17e)                                                                     |
| Oliwer Magnusson      | slopestyle (m) | kwalificatie | kwalificatie: 73.20 - 69.20 pnt (18e)                                                                     |
| Jesper Tjäder         | slopestyle (m) | kwalificatie | kwalificatie: 60.60 - 56.00 pnt (23e)                                                                     |
| Oscar Wester          | slopestyle (m) | 11e          | kwalificatie: 40.60 - 95.40 pnt (1e) finale: 7.60 - 62.00 - 12.60                                         |
|                       |                |              | |
| Lisa Andersson        | skicross (v)   | 6e           | plaatsingsronde: 1.16,15 (+3,04); 17e 1/8F, serie 1: 1e KF, serie 1: 2e HF, serie 1: 4e kleine finale: 2e |
| Sandra Näslund        | skicross (v)   | 4e           | plaatsingsronde: 1.13,58 (+0,47); 4e 1/8F, serie 4: 1e KF, serie 2: 2e HF, serie 1: 1e grote finale: 4e   |
| Jennie-Lee Burmansson | slopestyle (v) | 8e           | kwalificatie: 17.40 - 77.00 pnt; 11e finale: 42.00 - 65.00 - 24.40                                        |
| Emma Dahlström        | slopestyle (v) | 11e          | kwalificatie: 91.40 - 57.60; 1e finale: 16.60 - 52.40 - 15.40                                             |

### Kunstrijden
| Olympiër      | Onderdeel | Resultaat | Prestatie                |
| ------------- | --------- | --------- | ------------------------ |
| Anita Östlund | vrouwen   | 28e       | 49.14 (korte kür: 49.14) |

### Langlaufen
| Olympiër                                                        | Onderdeel             | Resultaat | Prestatie                                                                                  |
| --------------------------------------------------------------- | --------------------- | --------- | ------------------------------------------------------------------------------------------ |
| Jens Burman                                                     | 15 km vrije stijl (m) | 19e       | 35.15,7 (+1.31,8)                                                                          |
| Jens Burman                                                     | 30 km skiatlon (m)    | 17e       | 1:17.23,9 (+1.03,9)                                                                        |
| Jens Burman                                                     | 50 km klassiek (m)    | 28e       | 2:18.34,5 (+10.12,4)                                                                       |
| Calle Halfvarsson                                               | sprint (m)            | 13e       | kwalificatie: 3.13,27 (+4,73) (10e) KF-2: 3e (+1,40)                                       |
| Calle Halfvarsson                                               | 15 km vrije stijl (m) | 9e        | 34.44,5 (+1.00,6)                                                                          |
| Calle Halfvarsson                                               | 30 km skiatlon (m)    | DNF       | niet gefinisht                                                                             |
| Calle Halfvarsson                                               | 50 km klassiek (m)    | DNF       | niet gefinisht                                                                             |
| Marcus Hellner                                                  | 15 km vrije stijl (m) | 8e        | 34.22,6 (+38,7)                                                                            |
| Marcus Hellner                                                  | 30 km skiatlon (m)    | 12e       | 1:17.04,8 (+44,8)                                                                          |
| Teodor Peterson                                                 | sprint (m)            | 9e        | kwalificatie: 3.11,55 (+3,01) (5e) KF-1: 2e (+1,14) HF-1: 5e (+5,01)                       |
| Daniel Rickardsson                                              | 15 km vrije stijl (m) | 11e       | 34.55,1 (+1.11,2)                                                                          |
| Daniel Rickardsson                                              | 30 km skiatlon (m)    | 14e       | 1:17.12,2 (+52,2)                                                                          |
| Daniel Rickardsson                                              | 50 km klassiek (m)    | 7e        | 2:12.12,5 (+3.50,4)                                                                        |
| Oskar Svensson                                                  | sprint (m)            | 5e        | kwalificatie: 3.12,02 (+3,48) (7e) KF-4: 1e (3.08,77) HF-2: 2e (+0,68) finale: 5e (+7,73)  |
| Viktor Thorn                                                    | sprint (m)            | 27e       | kwalificatie: 3.12,19 (+3,65) (8e) KF-3: 6e (+8,88)                                        |
| Viktor Thorn                                                    | 50 km klassiek (m)    | 40e       | 2:21.53,8 (+13.31,7)                                                                       |
| Calle Halfvarsson Marcus Hellner                                | teamsprint (m)        | 4e        | halve finale-1: 15.58,99 (+0,15); 2e finale: 15.59,33 (+3,07)                              |
| Jens Burman Daniel Rickardsson Marcus Hellner Calle Halfvarsson | estafette (m)         | 5e        | 25.17,8 25.57,0 21.53,3 22.02,4 totaal: 1:35.10,5 (+2.05,6)                                |
|                                                                 |                       |           |                                                                                            |
| Ebba Andersson                                                  | 10 km vrije stijl (v) | 13e       | 26.32,9 (+1.32,4)                                                                          |
| Ebba Andersson                                                  | 15 km skiatlon (v)    | 4e        | 40.55,8 (+10,9)                                                                            |
| Ebba Andersson                                                  | 30 km klassiek (v)    | 13e       | 1:27.14,8 (+4.57,2)                                                                        |
| Anna Dyvik                                                      | sprint (v)            | 12e       | kwalificatie: 3.17,99 (+9,25) (14e) KF-5: 3e (+1,31) HF-1: 6e (+5,25)                      |
| Hanna Falk                                                      | sprint (v)            | 5e        | kwalificatie: 3.12,54 (+3,80) (4e) KF-3: 1e (3.11,08) HF-1: 3e (+0,62) finale: 5e (+11,16) |
| Hanna Falk                                                      | 10 km vrije stijl (v) | 21e       | 27.08,5 (+2.08,0)                                                                          |
| Anna Haag                                                       | 15 km skiatlon (v)    | 32e       | 44.01,8 (+3.16,9)                                                                          |
| Anna Haag                                                       | 30 km klassiek (v)    | 29e       | 1:34.31,0 (+12.13,4)                                                                       |
| Ida Ingemarsdotter                                              | sprint (v)            | 13e       | kwalificatie: 3.16,06 (+7,32) (8e) KF-2: 3e (+2,60)                                        |
| Ida Ingemarsdotter                                              | 10 km vrije stijl (v) | 34e       | 27.42,6 (+2.42,1)                                                                          |
| Charlotte Kalla                                                 | 10 km vrije stijl (v) | Zilver    | 25.20,8 (+20,3)                                                                            |
| Charlotte Kalla                                                 | 15 km skiatlon (v)    | Goud      | 40.44,9                                                                                    |
| Charlotte Kalla                                                 | 30 km klassiek (v)    | 5e        | 1:25.14,8 (+2.57,2)                                                                        |
| Stina Nilsson                                                   | sprint (v)            | Goud      | kwalificatie: 3.08,74 (1e) KF-1: 1e (3.10,90) HF-1: 1e (3.10,52) finale: 1e (3.03,84)      |
| Stina Nilsson                                                   | 15 km skiatlon (v)    | 10e       | 41.33,8 (+48,9)                                                                            |
| Stina Nilsson                                                   | 30 km klassiek (v)    | Brons     | 1.24.16,5 (+1.58,9)                                                                        |
| Charlotte Kalla Stina Nilsson                                   | teamsprint (v)        | Zilver    | halve finale-2: 16.23,28 (+0,72); 2e finale: 15.56,66 (+0,19)                              |
| Anna Haag Charlotte Kalla Ebba Andersson Stina Nilsson          | estafette (v)         | Zilver    | 13.50,3 13.26,4 12.11,4 11.58,2 totaal: 51.26,3 (+2,0)                                     |

### Schaatsen
| Olympiër          | Onderdeel  | Resultaat | Prestatie       |
| ----------------- | ---------- | --------- | --------------- |
| Nils van der Poel | 5000 m (m) | 14e       | 6.19,06 (+9,30) |

### Snowboarden
| Olympiër        | Onderdeel      | Resultaat    | Prestatie                                                                      |
| --------------- | -------------- | ------------ | ------------------------------------------------------------------------------ |
| Måns Hedberg    | slopestyle (m) | kwalificatie | kwalificatie, serie 2: 46.25 - DNS pnt; 13e                                    |
| Niklas Mattsson | big air (m)    | 12e          | kwalificatie-1: 53.75 - 90.00 pnt finale: 36.00 - DNS - DNS pnt                |
| Niklas Mattsson | slopestyle (m) | 9e           | kwalificatie, serie 1: 50.81 - 73.53 pnt; 6e finale: 38.43 - 74.71 - 42.48 pnt |

### IJshockey
| Olympiër | Onderdeel | Resultaat | Prestatie |
| --- | --------- | --------- | --- |
| Jonas Ahnelöv Dick Axelsson Alexander Bergström Simon Bertilsson Rasmus Dahlin Jhonas Enroth Dennis Everberg Viktor Fasth Johan Fransson Erik Gustafsson Magnus Hellberg Patrik Hersley Carl Klingberg Staffan Kronwall Anton Lander Pär Lindholm Joakim Lindström Joel Lundqvist Oscar Möller John Norman Linus Omark Fredrik Pettersson Viktor Stålberg Mikael Wikstrand Patrik Zackrisson | mannen    | 5e        | groep C 4 - 0 Noorwegen 1 - 0 Duitsland 3 - 1 Finland kwartfinale: 3 - 4 Duitsland                                                                                |
| Emmy Alasalmi Sarah Berglind Anna Borgqvist Olivia Carlsson Johanna Fällman Erika Grahm Sara Grahn Sara Hjalmarsson Lisa Johansson Sabina Küller Maria Lindh Elin Lundberg Minatsu Murase Emma Nordin Maja Nylén Persson Johanna Olofsson Hanna Olsson Emilia Ramboldt Fanny Rask Rebecca Stenberg Annie Svedin Erica Udén Johansson Pernilla Winberg                                        | vrouwen   | 7e        | groep B: 2 - 1 Japan 8 - 0 Zuid-Korea 1 - 2 Zwitserland kwartfinale: 2 - 7 Finland plaatsingwedstrijden 5-8: 1 - 2 Japan plaatsingwedstrijd 7-8: 6 - 1 Zuid-Korea |